# Pleasure (蔡依林歌曲)
〈Pleasure〉是臺灣歌手蔡依林演唱的歌曲。該歌曲由蔡依林、Ross Golan、Richard Craker、Valentina Ploy、王永良創作，並由蔡依林、陳星翰、Richard Craker製作。該歌曲作為同名專輯的首支單曲由凌時差音樂於2025年5月28日發行。

## 背景
2025年5月5日，蔡依林宣布其全新專輯將於同年6月發行，並預告專輯同名主打歌將於5月28日率先推出。同月16日，蔡依林在Instagram上發布九張新專輯宣傳照，並釋出新歌〈Pleasure〉的16秒音檔。

## 創作
歌曲由蔡依林和曾參與〈怪美的〉、〈腦公〉創作的Richard Craker，以及音樂人Ross Golan等人共同創作。該歌曲最初只是專輯中的一段過場旋律，後來經過兩年反覆調整結構和旋律，才發展成一首完整的歌曲。
歌曲融合Techno和House等電子音樂元素，呈現濃厚的未來電子風格。歌曲節奏強烈，低頻合成器音色營造出壓抑和釋放之間的情緒張力。主題圍繞「愉悅主義」概念，探討人類在慾望和道德、潛意識和意識之間的掙扎和共存，延伸出對自我渴望的探索和重新定義。

## 封面
單曲封面照呈現了她對慾望和罪惡感的矛盾情緒。畫面中她手指上有「Pleasure」刺青，象徵慾望，而她的髮辮像繩索被緊緊抓住，表達想擺脫罪惡感但仍受束縛的狀態。整體視覺傳達出面對內心慾望時的掙扎和強烈感受。

## 評價
| 評論得分 | 評論得分 |
| 來源     | 評分     |
| -------- | -------- |
| 騰訊音樂 | 8.48/10  |

PlayMusic音樂網認為，該歌曲展現出迷離神秘的氛圍，開啟蔡依林音樂創作的新篇章，並指出其呢喃式唱腔和重複具儀式感的歌詞營造出潛意識探索的感受。該評價亦提到，作品延續了蔡依林在音樂風格和藝術表現上的嘗試，反映她創作歷程的持續發展。微博樂評人呆若木一認為，該歌曲以Techno風格展現出暗黑美學，製作出色，結尾處處理得頗具層次，而中段偏向House和流行舞曲的編排，則營造出「明暗雙面」的聽感對比。
2025年7月22日，騰訊音樂榜公布2025年中榜單，〈Pleasure〉入選上半年最佳表現歌曲前十名，並位列浪潮榜綜合得分最高歌曲前十名。同時，蔡依林亦憑藉該歌曲獲選為上半年最佳表現歌手前十名。音樂人袁文睿指出，該歌曲延續蔡依林出道以來的音樂風格和線索，同時展現其成長及對世界和人生的新的感悟和態度。音樂人程恢弘認為，該歌曲為「華語舞后的宣言之聲」。音樂人鄭亦鈞表示，蔡依林在久違的新歌中再次展現她在多元風格中遊刃有餘的能力。

## 商業表現
歌曲於2025年5月28日凌晨發行後，一小時即登上KKBox臺灣綜合新歌即時榜冠軍，YouTube Music播放量在同日上午10點前亦接近10萬次。歌曲在首日取得騰訊音樂由你榜的日榜第一名，隨後亦在KKBox臺灣日榜、KKBox新加坡日榜、Apple Music臺灣熱門歌曲榜、iTunes臺灣熱門歌曲榜取得第一名的成績。此外，歌曲在《告示牌》臺灣歌曲榜和騰訊由你榜均獲得週榜第二名的最高成績。歌曲奪得QQ音樂2025年第二季度巔峰榜十大單曲之一。

## 音樂影片

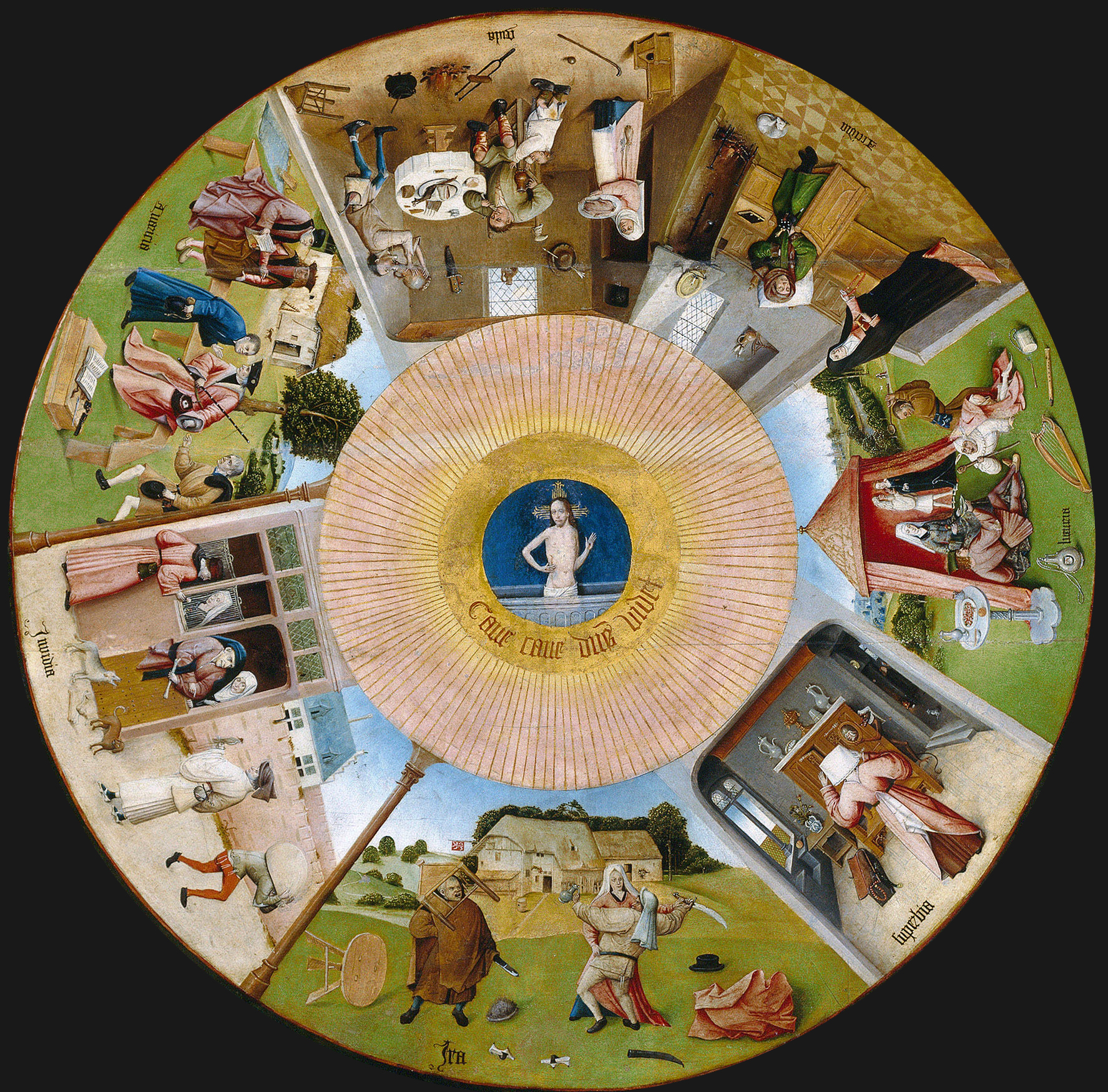
MV以七宗罪為主題

2025年5月30日，蔡依林釋出歌曲〈Pleasure〉的19秒MV預告。同年6月5日，蔡依林宣布MV將於同月6日中午12點首播。MV由Christian Breslauer執導，Robbie Blue擔任編舞，於美國好萊塢環球影城拍攝，並包下三座攝影棚打造六個場景。MV以七宗罪為主題概念，鋪陳出一場關於人性和自我對話的精神旅程。蔡依林在MV中一人分飾六個角色，亦結合舞蹈和武打動作，呈現面對內在衝突並經歷自我昇華的過程。MV後製階段歷時兩個月，動員多組好萊塢視覺特效團隊完成，呈現具有視覺張力和戲劇性的風格。同年8月19日，蔡依林發布〈Pleasure〉的舞蹈版MV，由邱柏昶執導。

## 現場表演
2025年6月21日，蔡依林於2025年Hito流行音樂獎頒獎典禮上擔任壓軸演出，首度演唱歌曲〈Pleasure〉。同年7月25日，江蘇衛視推出音樂類綜藝節目《打歌2025》，首期節目中蔡依林表演歌曲〈Pleasure〉。

## 幕後人員
| - 蔡依林—製作人、配唱製作人、和聲、和聲編寫 - 陳星翰—製作人、編曲人 - Richard Craker—製作人、編曲人 - 鄭人豪—編曲人 - Morrison Ma—編曲人 - CYH—編曲 - 林頡—製作助理 - 陳文駿—人聲錄音師 - Jon Castelli—混音師 - Dale Becker—母帶後期處理師 - The Squared Division—創意總監 - Brian Ziff—攝影 - Antidote Digital—製作 - Special Offer, Inc.—視覺設計 - Lisa Jarvis—造型 - Carolina Ballesteros—化妝 - Johnny Ho—髮型 | - The Squared Division—創意總監 - Christian Breslauer—導演 - London Alley—製作 - Jenn Khoe—The Squared Division創意製作 - Robbie Blue—編舞 - 徐聖展—編舞顧問 - Samuel McWilliams—舞者 - Thiago Pacheco—舞者 - Brandt Czerniski—舞者 - Lucas Debaisi—舞者 - Chaz Buzan—舞者 - Peyton Matthias Albrecht—舞者 - Ayden Hammer—舞者 - Mario Harris—舞者 - Lisa Jarvis—造型 - Carolina Ballesteros—化妝 - Johnny Ho—髮型 - Rachel@AllHailThyNail—美甲 |

## 排行榜
| 排行榜（2025年） | 最高排名 |
| ---------------- | -------- |
| 臺灣（告示牌）   | 2        |
| 中國大陸（騰訊） | 2        |

## 發行歷史
| 地區     | 日期          | 格式                   | 唱片公司 |
| -------- | ------------- | ---------------------- | -------- |
| 全球     | 2025年5月28日 | 數位音樂下載、串流媒體 | 凌時差   |
| 中國大陸 | 2025年5月28日 | 數位音樂下載、串流媒體 | 永稻星   |

## 外部連結
- YouTube上的〈Pleasure〉音檔
- YouTube上的〈Pleasure〉MV幕後花絮